# Auguste Cornaz
Auguste Cornaz (Ballaigues, 28 juli 1834 - Lausanne, 13 mei 1896) was een Zwitsers politicus uit het kanton Neuchâtel.

## Biografie

### Opleiding en vroege carrière
Auguste Cornaz' vader was een dominee. Van 1852 tot 1853 studeerde hij rechten in Lausanne en later van 1854 tot 1855 ook in München. Na zijn studie was hij gedurende twee jaar docent aan het gymnasium van Moudon. Daarna was hij aan de slag als vertaler voor de Nationale Raad, wat hij bleef tot 1864. Daarnaast werkte hij als redacteur voor de liberaal-radicale krant La Suisse, waarvan hij van 1857 tot 1860 hoofdredacteur was. In 1859 maakte hij als secretaris deel uit van een delegatie onder leiding van Caspar Latour naar Nepal die tot taak had de vier Zwitserse regimenten die in dienst van de koning van Nepal waren naar Zwitserland terug te halen. Kort tevoren was er namelijk door de Bondsvergadering een wet aangenomen die het Zwitsers verbood om in buitenlandse legers dienst te nemen. Daarna vestigde hij zich in 1860 in La Chaux-de-Fonds, in het kanton Neuchâtel. Van 1860 tot 1864 was hij redacteur van National Suisse, het kantonnale blad van de radicalen.

### Politicus
Auguste Cornaz was van 1864 tot 1872 aan de slag als advocatenpraktijk in La Chaux-de-Fonds. Van 1862 tot 1872 was hij lid van de Grote Raad van Neuchâtel, tot hij in 1872 werd verkozen tot lid van de Staatraad van Neuchâtel. Hij zou zetelen in deze kantonnale regering tot 1893 en beheerde het departement van Justitie en Politie. In de periodes 1874-1875, 1879-1880, 1884-1885, 1886-1887 en 1891-1892 was hij voorzitter van de Staatsraad. Hij had een groot aandeel in de oprichting van de Kantonnale Bank van Neuchâtel en de nationalisatie van de spoorwegmaatschappij Jura neuchâtelois in 1884. Als vooraanstaand strafrechtdeskundige was hij de auteur van nieuwe kantonnale wetgeving op de strafvordering (1874) en de burgerlijke rechtspleging (1876).
Cornaz was ook op federaal niveau politiek actief. Van 1867 tot 1868 en van 1876 tot 1893 was hij lid van de Kantonsraad. In de periode 1881-1882 was hij als opvolger van Johann Karl Kappeler voorzitter van de Kantonsraad. Van 1893 tot 1896 was hij federaal rechter. Hij was ook kolonel in het Zwitserse leger, de hoogste rang in vredestijd.
Hij overleed in 1896 op 61-jarige leeftijd.